# Jelena Muraschko
Jelena Muraschko (russisch Елена Мурашко; * 1. September 1970) ist eine ehemalige kasachische Biathletin.
Jelena Muraschko lebt in Kökschetau und arbeitet als Sportlehrerin. Sie begann 1990 mit dem Biathlonsport. Nach der Auflösung der Sowjetunion und der Bildung eigener Biathlonverbände in den Nachfolgestaaten konnten mehr Athleten als zuvor, darunter nun auch Starter von außerhalb der sportlich übermächtigen russischen Republiken, international antreten. Zu ihnen gehörte auch Muraschko, die in der Saison 1993/94 ihr Debüt im Biathlon-Weltcup gab. In ihrem ersten Rennen, einem Einzel in Ruhpolding wurde sie 103. Im folgenden Sprint erreichte sie mit Rang 83 ihr erstes zweistelliges Resultat. Bei den Biathlon-Weltmeisterschaften 1995 in Antholz kam sie mit Margarita Dulowa, Galina Awtajewa und Ljudmila Gurjewa auf den 13. Platz. Zum Auftakt der Saison 1995/96 erreichte Muraschko bei einem Einzel in Östersund als 27. ihr bestes Ergebnis im Weltcup. Nach der Saison beendete sie ihre internationale Karriere.

## Biathlon-Weltcup-Platzierungen
Die Tabelle zeigt alle Platzierungen (je nach Austragungsjahr einschließlich Olympische Spiele und Weltmeisterschaften).
- 1.–3. Platz: Anzahl der Podiumsplatzierungen
- Top 10: Anzahl der Platzierungen unter den ersten zehn (einschließlich Podium)
- Punkteränge: Anzahl der Platzierungen innerhalb der Punkteränge (einschließlich Podium und Top 10)
- Starts: Anzahl gelaufener Rennen in der jeweiligen Disziplin

| Platzierung                                              | Einzel | Sprint | Verfolgung | Massenstart | Team | Staffel | Gesamt |
| -------------------------------------------------------- | ------ | ------ | ---------- | ----------- | ---- | ------- | ------ |
| 1. Platz                                                 |        |        |            |             |      |         |        |
| 2. Platz                                                 |        |        |            |             |      |         |        |
| 3. Platz                                                 |        |        |            |             |      |         |        |
| Top 10                                                   |        |        |            |             |      |         |        |
| Punkteränge                                              |        |        |            |             |      | 1       | 1      |
| Starts                                                   | 7      | 5      |            |             |      | 1       | 13     |
| Stand: Karriereende, Daten möglicherweise nicht komplett |        |        |            |             |      |         |        |